# M-7 (Pakistan)

De M-7 (Urdu: ایم موٹروے) is een geplande autosnelweg in Pakistan. De M-7 zal Dadu met Hub verbinden over een afstand van 540 kilometer.
M-1 ·
M-2 ·
M-3 ·
M-4 ·
M-5 ·
M-6 ·
M-7 ·
M-8 ·
M-9 ·
M-10 ·
M-11 ·
M-12 ·
M-13 ·
M-14 ·
M-15 ·
M-16 ·
L-20